# 黃文奎
黃文奎，清朝政治人物。 

## 生平
1862年（同治元年），黃文奎接替張傳敬，於台灣擔任台灣府嘉義縣知縣。掌管今嘉義縣、嘉義市、雲林縣一帶政事；疑未到任。